# Ponte do Montijo
A Ponte do Montijo foi uma infra-estrutura ferroviária planeada, que seria parte da Linha do Sorraia, e que ligaria Alcochete e o Montijo a Lisboa, atravessando o Rio Tejo, em Portugal.

## História
Em 1879, o engenheiro Miguel Pais propôs a construção de uma ponte rodoferroviária sobre o Rio Tejo, que uniria o Montijo ao Grilo, em Lisboa.
Na transição para o século XX foi planeada a Linha do Sorraia, que iria unir Fronteira, no Distrito de Portalegre, à estação de Quinta Grande, na Linha de Vendas Novas, tendo o concurso para este caminho de ferro sido aberto em 23 de Setembro de 1903. Porém, devido a vários problemas não chegou a ser construído, tendo o empreendimento sido abandonado em 1907.
A Linha do Sorraia voltaria a surgir num decreto de 28 de Março de 1930, profundamente modificada, passando a ter o seu início na estação de Ponte de Sor, na Linha do Leste, e a terminar em Lisboa, transitando por Quinta Grande e Alcochete, e com uma ligação ao Ramal do Montijo. Como parte desta linha, previa-se a construção da Ponte de Montijo, uma estrutura de grandes dimensões, que permitiria o atravessamento do Rio Tejo.